# Vedelholmi
Vedelholmi är en ö i Finland. Den ligger i Bottenhavet och i kommunen Nystad i den ekonomiska regionen  Nystadsregionen i landskapet Egentliga Finland, i den sydvästra delen av landet. Ön ligger omkring 73 kilometer nordväst om Åbo och omkring 220 kilometer väster om Helsingfors.
Öns area är 4 hektar och dess största längd är 370 meter i sydöst-nordvästlig riktning.